# Altier (Lozère)
Pour les articles homonymes, voir Altier.
Altier est une commune française, située dans l'est du département de la Lozère en région Occitanie.
Exposée à un climat de montagne, elle est drainée par l'Altier, le ruisseau de la Pigeire, le ruisseau de Lieyros, le ruisseau de Pomaret, le ruisseau de Rouvière et par divers autres petits cours d'eau. Incluse dans les Cévennes, la commune possède un patrimoine naturel remarquable : deux sites Natura 2000 (le « mont Lozère » et « les Cévennes ») et sept zones naturelles d'intérêt écologique, faunistique et floristique.
Altier est une commune rurale qui compte 216 habitants en 2022, après avoir connu un pic de population de 1 490 habitants en 1881.  Ses habitants sont appelés les Altiérois ou  Altiéroises.

## Géographie

### Localisation
Altier est située à 42 km au nord-ouest d'Alès, la plus grande ville aux alentours.

### Communes limitrophes
Les communes limitrophes sont  Cubières, Mont Lozère et Goulet, Pont de Montvert - Sud Mont Lozère, Pourcharesses et Prévenchères.
| Mont Lozère et Goulet | Prévenchères                       |               |
| Cubières              | Altier                             | Pourcharesses |
|                       | Pont de Montvert - Sud Mont Lozère |               |

### Hydrographie
Située à 720 mètres d'altitude, la rivière l'Altier est le principal cours d'eau qui traverse le village d'Altier.

### Climat
Pour des articles plus généraux, voir Climat de l'Occitanie et Climat de la Lozère.
En 2010, le climat de la commune est de type climat des marges montargnardes, selon une étude s'appuyant sur une série de données couvrant la période 1971-2000. En 2020, Météo-France publie une typologie des climats de la France métropolitaine dans laquelle la commune est exposée à un climat de montagne ou de marges de montagne et est dans la région climatique Sud-est du Massif Central, caractérisée par une pluviométrie annuelle de 1 000 à 1 500 mm, minimale en été, maximale en automne.
Pour la période 1971-2000, la température annuelle moyenne est de 10,1 °C, avec une amplitude thermique annuelle de 16,3 °C. Le cumul annuel moyen de précipitations est de 1 502 mm, avec 9,5 jours de précipitations en janvier et 5,2 jours en juillet. Pour la période 1991-2020, la température moyenne annuelle observée sur la station météorologique installée sur la commune est de 10,5 °C et le cumul annuel moyen de précipitations est de 1 183,6 mm,. Pour l'avenir, les paramètres climatiques de la commune estimés pour 2050 selon différents scénarios d'émission de gaz à effet de serre sont consultables sur un site dédié publié par Météo-France en novembre 2022.
| Mois                                  | jan.          | fév.           | mars           | avril         | mai           | juin         | jui.          | août          | sep.          | oct.          | nov.            | déc.           | année      |
| ------------------------------------- | ------------- | -------------- | -------------- | ------------- | ------------- | ------------ | ------------- | ------------- | ------------- | ------------- | --------------- | -------------- | ---------- |
| Température minimale moyenne (°C)     | −0,1          | −0,2           | 2,2            | 4,8           | 8,1           | 11,8         | 13,7          | 13,6          | 10,5          | 7,7           | 3,4             | 0,9            | 6,4        |
| Température moyenne (°C)              | 2,9           | 3,1            | 6,2            | 9             | 12,7          | 16,9         | 19,3          | 19,1          | 15,2          | 11,3          | 6,4             | 3,9            | 10,5       |
| Température maximale moyenne (°C)     | 5,9           | 6,5            | 10,2           | 13,3          | 17,2          | 22           | 24,9          | 24,5          | 19,8          | 14,9          | 9,3             | 6,9            | 14,6       |
| Record de froid (°C) date du record   | −9,9 11.01.10 | −14,2 04.02.12 | −12,3 01.03.05 | −4,9 07.04.08 | −0,2 05.05.19 | 3,7 04.06.01 | 5,2 12.07.00  | 7,2 22.08.07  | 3,1 27.09.20  | −3,8 25.10.03 | −8,9 22.11.1998 | −12,8 14.12.01 | −14,2 2012 |
| Record de chaleur (°C) date du record | 21,5 01.01.22 | 22 23.02.20    | 21,3 17.03.14  | 25,5 09.04.11 | 29,1 29.05.01 | 36 28.06.19  | 33,8 21.07.15 | 37,5 23.08.23 | 30,2 17.09.19 | 27,1 10.10.23 | 22,8 11.11.15   | 21,6 31.12.21  | 37,5 2023  |
| Précipitations (mm)                   | 84,4          | 69             | 83,3           | 122,7         | 119,1         | 71,9         | 49,9          | 53,3          | 99            | 161,4         | 174,3           | 95,3           | 1 183,6    |

### Milieux naturels et biodiversité

#### Espaces protégés
La protection réglementaire est le mode d’intervention le plus fort pour préserver des espaces naturels remarquables et leur biodiversité associée,.
Dans ce cadre, la commune fait partie de la zone cœur du Parc national des Cévennes. Ce  parc national, créé en 1967, est un territoire de moyenne montagne formé de cinq entités géographiques : le massif de l'Aigoual, le causse Méjean avec les gorges du Tarn et de la Jonte, le mont Lozère, les vallées cévenoles ainsi que le piémont cévenol.
Les Cévennes sont également un territoire reconnu réserve de biosphère par l'UNESCO en 1985 pour la mosaïque de milieux naturels qui la composent et qui abritent une biodiversité exceptionnelle, avec 2 400 espèces animales, 2 300 espèces de plantes à fleurs et de fougères, auxquelles s’ajoutent d’innombrables mousses, lichens, champignons,.

#### Réseau Natura 2000

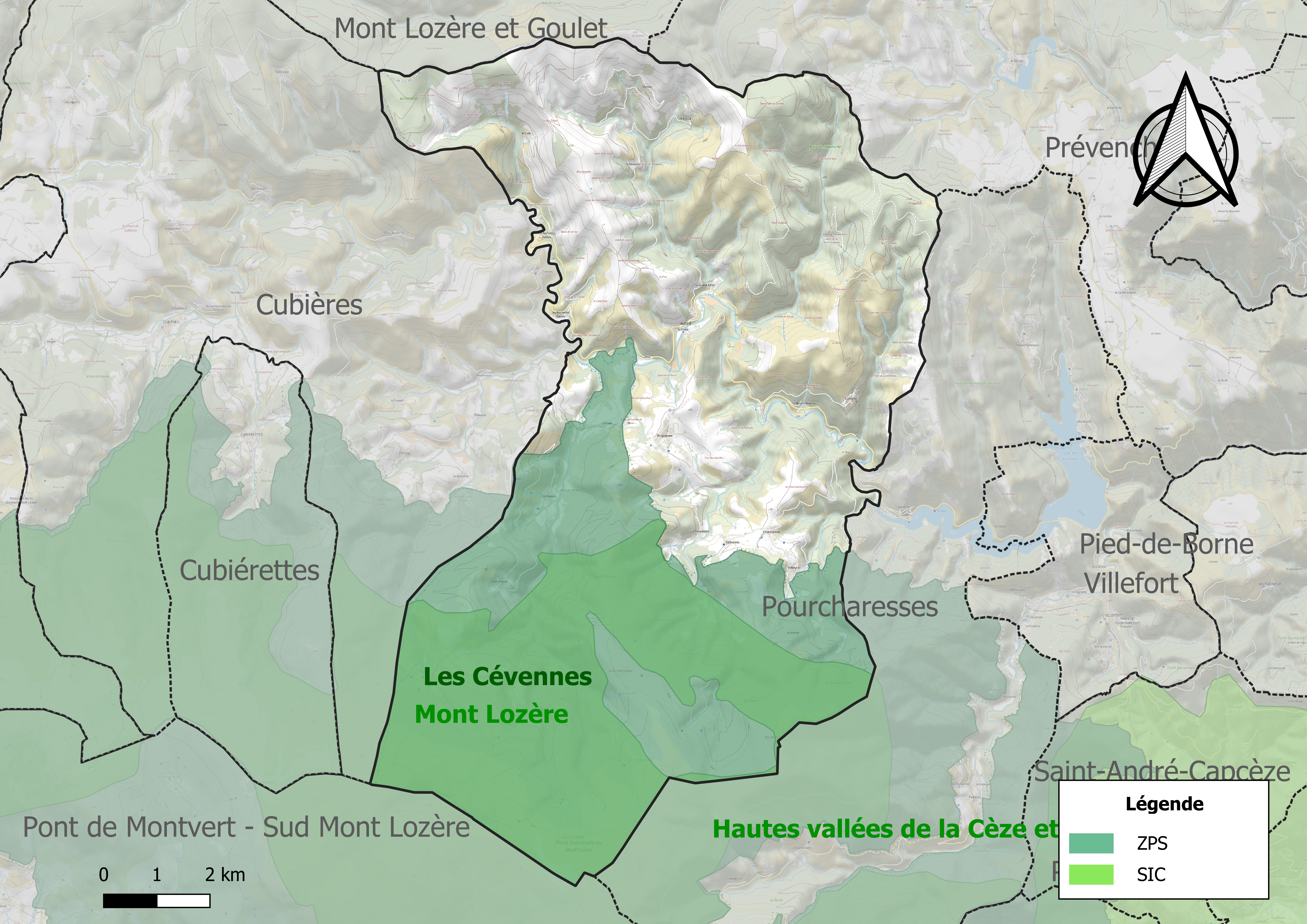
Site Natura 2000 sur le territoire communal.

Le réseau Natura 2000 est un réseau écologique européen de sites naturels d'intérêt écologique élaboré à partir des directives habitats et oiseaux, constitué de zones spéciales de conservation (ZSC) et de zones de protection spéciale (ZPS).
Un site Natura 2000 a été défini sur la commune au titre de la directive habitats :
- le « mont Lozère », d'une superficie de 11 687 ha, la plus grande zone continue de pelouses pseudo-alpines du sud du Massif central[14]

et un au titre de la directive oiseaux : 
- « les Cévennes », d'une superficie de 92 044 ha, correspondant précisément à la zone centrale du parc national des Cévennes et rassemblant plusieurs ensembles distincts. La diversité des milieux et des paysages permet le maintien d'une avifaune riche et diversifiée : au total, 135 espèces d'oiseaux, dont 22 inscrites à l'annexe 1 de la directive 79-409-CEE, recensées dans la zone centrale du parc, dont une vingtaine d'espèces de rapaces diurnes et sept nocturnes[15].

#### Zones naturelles d'intérêt écologique, faunistique et floristique
L’inventaire des zones naturelles d'intérêt écologique, faunistique et floristique (ZNIEFF) a pour objectif de réaliser une couverture des zones les plus intéressantes sur le plan écologique, essentiellement dans la perspective d’améliorer la connaissance du patrimoine naturel national et de fournir aux différents décideurs un outil d’aide à la prise en compte de l’environnement dans l’aménagement du territoire.
Cinq ZNIEFF de type 1 sont recensées sur la commune :
- les « combes des sources du Tarn » (770 ha), couvrant 2 communes du département[17] ;
- la « forêt du Roc des Echelles » (1 173 ha)[18] ;
- les « pelouses sommitales du Mont Lozère » (1 255 ha), couvrant 6 communes du département[19] ;
- les « pelouses sommitales du pic Cassini » (168 ha), couvrant 3 communes du département[20] ;
- la « rivière de l'Altier entre les Rochettes Basses et le lac de Villefort » (52 ha), couvrant 3 communes du département[21] ;

et deux ZNIEFF de type 2, : 
- les « gorges du Chazesac, de la Borne et de l'Altier » (5 809 ha), couvrant 7 communes dont deux dans le Gard et cinq dans la Lozère[22] ;
- le « massif du Mont Lozère » (40 064 ha), couvrant 22 communes dont trois dans le Gard et 19 dans la Lozère[23].

Cartes des ZNIEFF de type 1 et 2 à Altier.
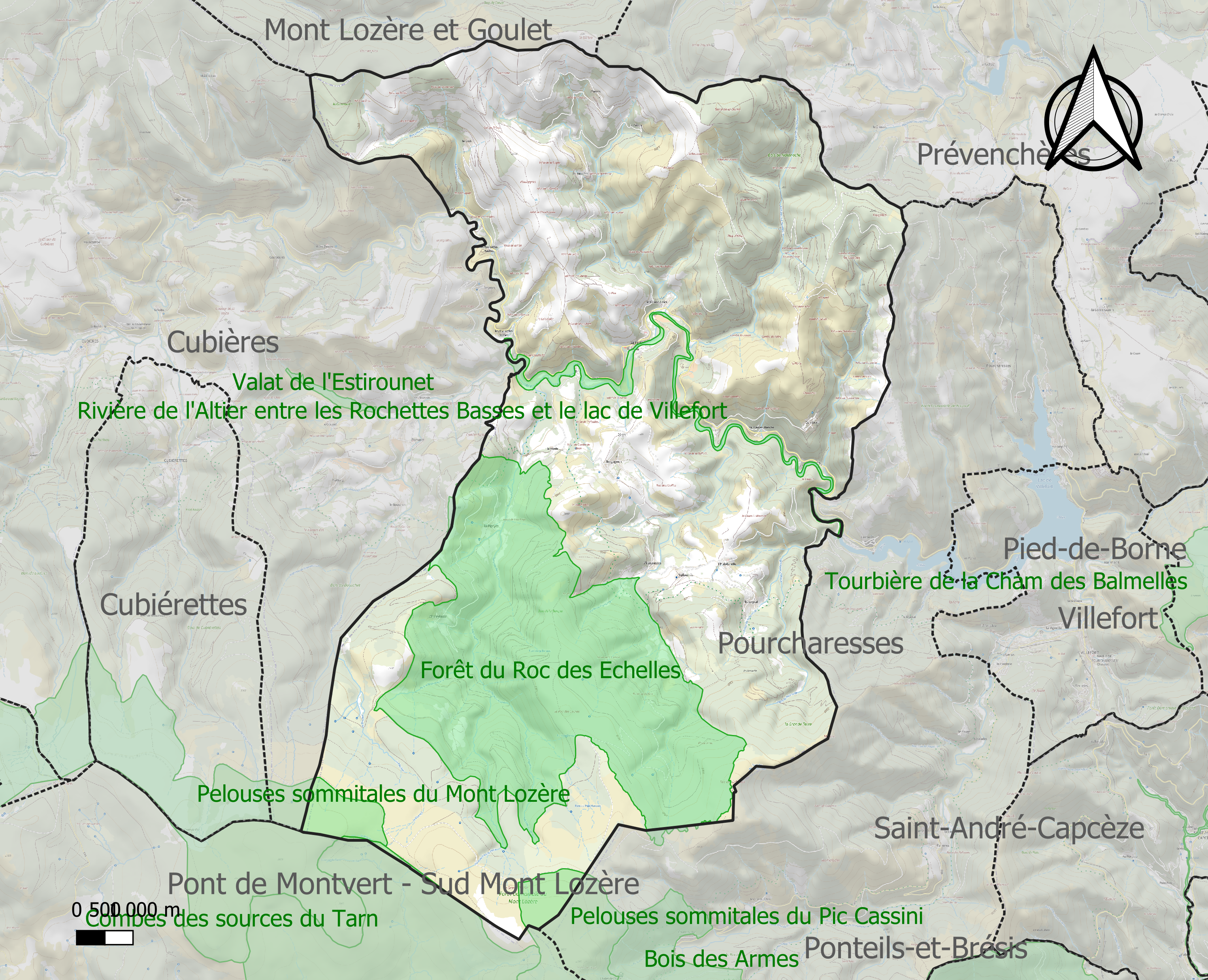
Carte des ZNIEFF de type 1 sur la commune.
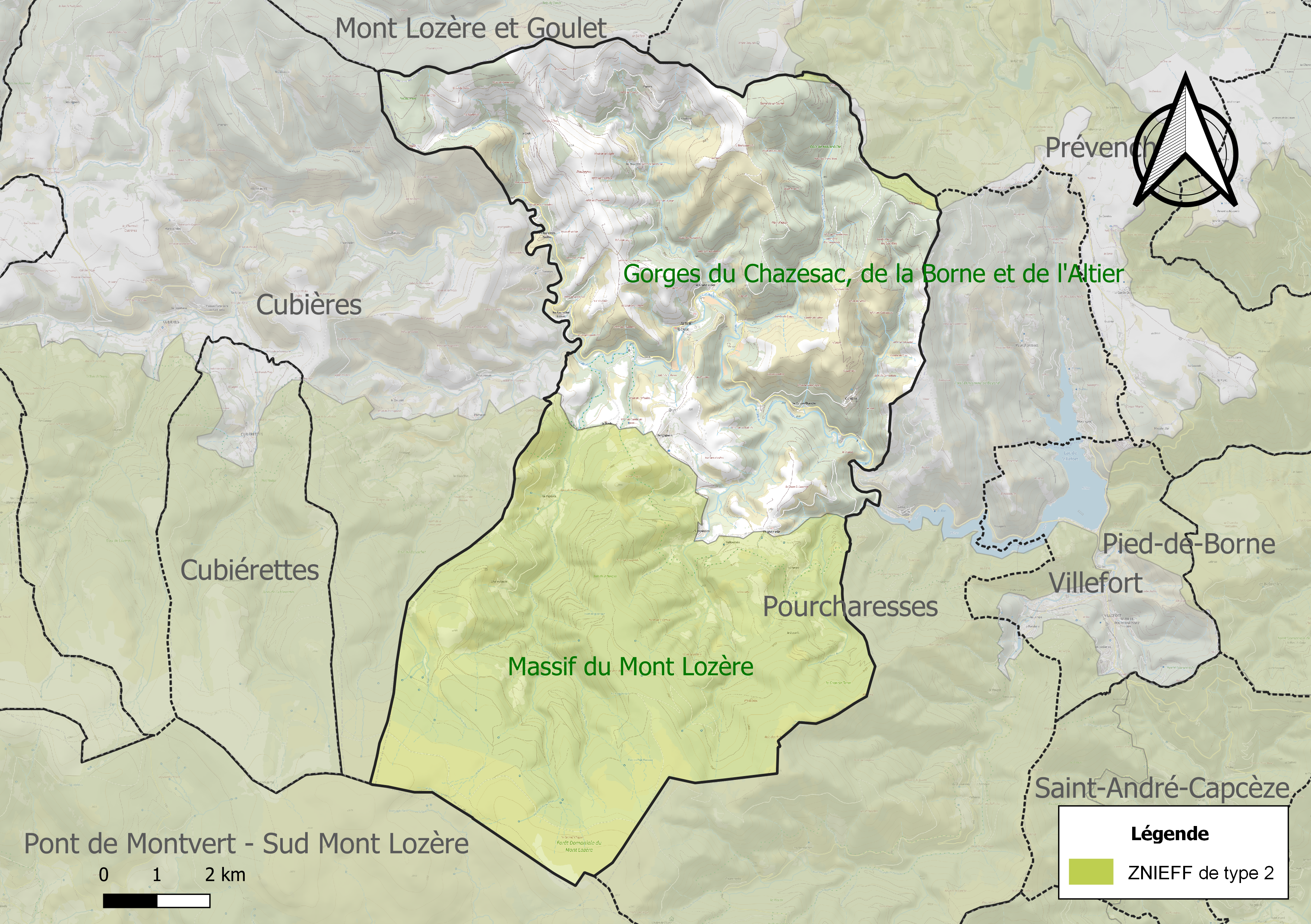
Carte des ZNIEFF de type 2 sur la commune.

## Urbanisme

### Typologie
Au 1er janvier 2024, Altier est catégorisée commune rurale à habitat très dispersé, selon la nouvelle grille communale de densité à sept niveaux définie par l'Insee en 2022.
Elle est située hors unité urbaine et hors attraction des villes,.

### Occupation des sols
L'occupation des sols de la commune, telle qu'elle ressort de la base de données européenne d’occupation biophysique des sols Corine Land Cover (CLC), est marquée par l'importance des forêts et milieux semi-naturels (96 % en 2018), une proportion sensiblement équivalente à celle de 1990 (96,8 %). La répartition détaillée en 2018 est la suivante : 
forêts (53,7 %), milieux à végétation arbustive et/ou herbacée (42,3 %), prairies (3,4 %), zones agricoles hétérogènes (0,6 %). L'évolution de l’occupation des sols de la commune et de ses infrastructures peut être observée sur les différentes représentations cartographiques du territoire : la carte de Cassini (XVIIIe siècle), la carte d'état-major (1820-1866) et les cartes ou photos aériennes de l'IGN pour la période actuelle (1950 à aujourd'hui).

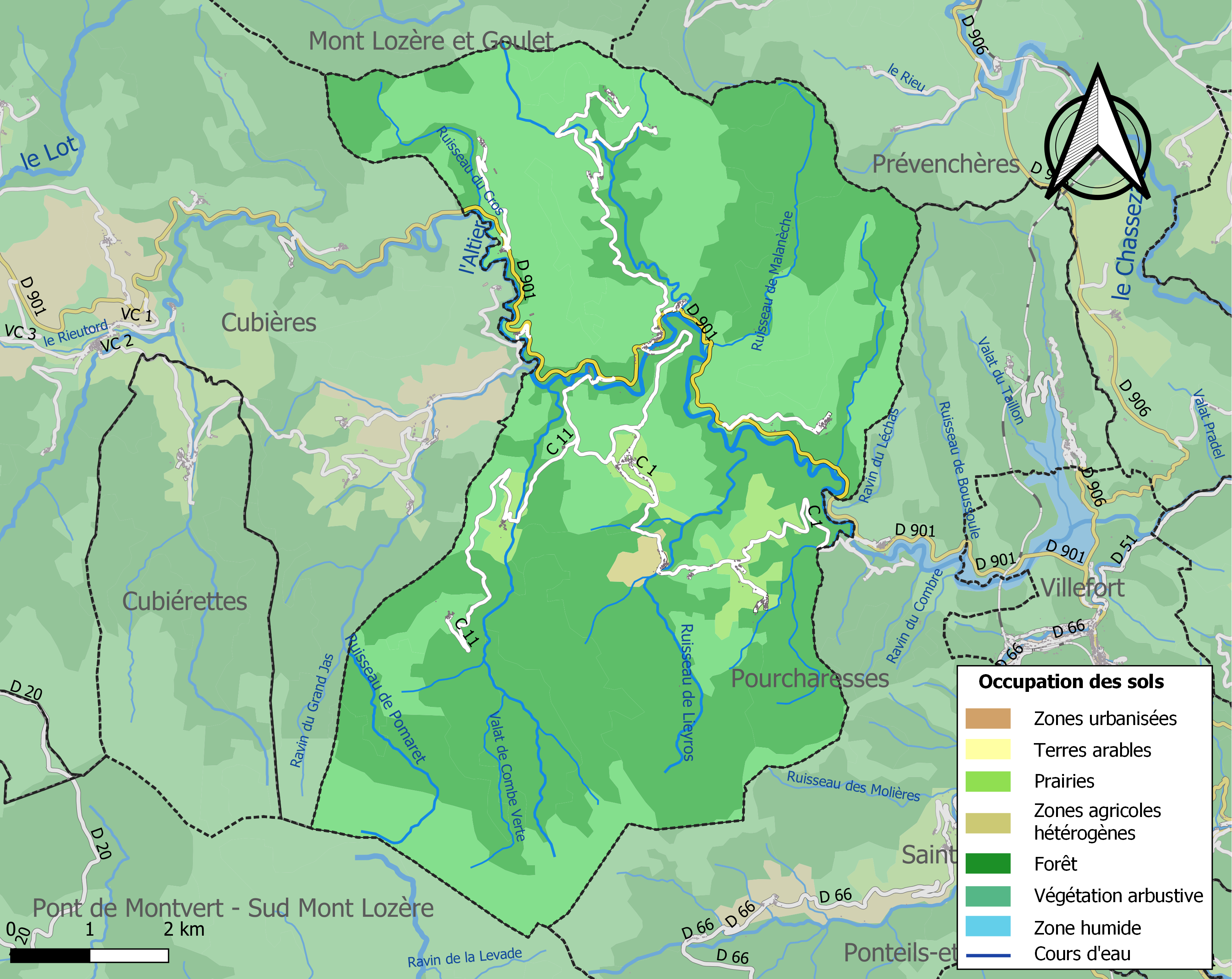
Carte des infrastructures et de l'occupation des sols de la commune en 2018 (CLC).

### Hameaux et lieux-dits
Altier, le Grand-Altier, Combret, la Maison Blanche, la Rouvière, le Fossat, Conzes, les Rochettes-Basses, les Rochettes-Hautes, le Cros, le Bergognon, Villespasses, Valfournes, l'Habitarelle, Rabeyrals, le Champ, la Prade, la Pigeyre et Chareylasses…

### Risques majeurs
Le territoire de la commune d'Altier est vulnérable à différents aléas naturels : météorologiques (tempête, orage, neige, grand froid, canicule ou sécheresse), inondations, feux de forêts, mouvements de terrains et séisme (sismicité faible). Il est également exposé à un risque particulier : le risque de radon. Un site publié par le BRGM permet d'évaluer simplement et rapidement les risques d'un bien localisé soit par son adresse soit par le numéro de sa parcelle.

#### Risques naturels
Certaines parties du territoire communal sont susceptibles d’être affectées par le risque d’inondation par débordement de cours d'eau, notamment l'Altier. La commune a été reconnue en état de catastrophe naturelle au titre des dommages causés par les inondations et coulées de boue survenues en 1982, 1992, 1994 et 2020,.
Altier est exposée au risque de feu de forêt. Un plan départemental de protection des forêts contre les incendies (PDPFCI) a été approuvé en décembre 2014 pour la période 2014-2023. Les mesures individuelles de prévention contre les incendies sont précisées par divers arrêtés préfectoraux et s’appliquent dans les zones exposées aux incendies de forêt et à moins de 200 mètres de celles-ci. L’arrêté du 23 mars 2018, complété par un arrêté de 2020, réglemente l'emploi du feu en interdisant notamment d’apporter du feu, de fumer et de jeter des mégots de cigarette dans les espaces sensibles et sur les voies qui les traversent sous peine de sanctions. L'arrêté du 23 août 2021, abrogeant un arrêté de 2002, rend le débroussaillement obligatoire, incombant au propriétaire ou ayant droit,,.

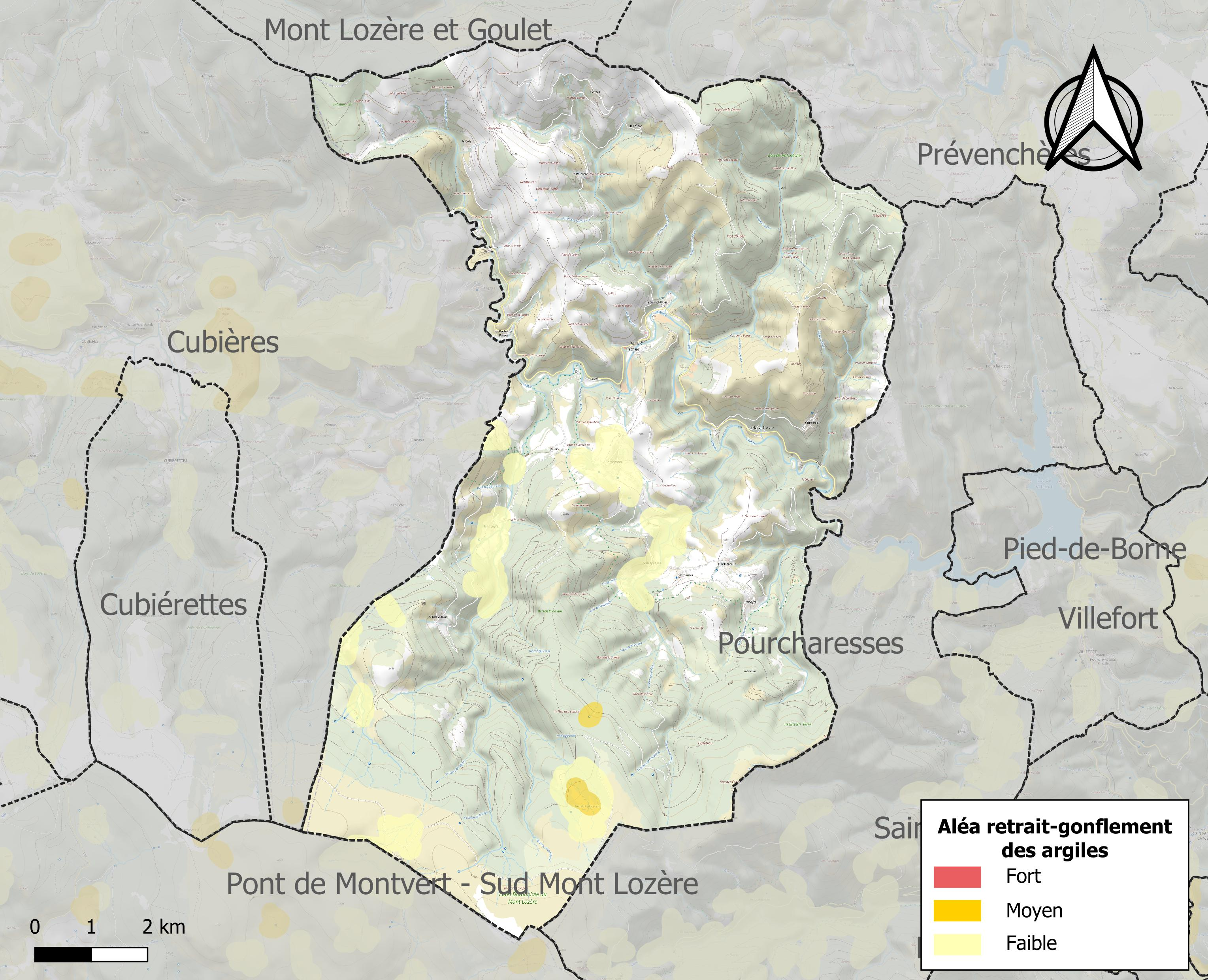
Carte des zones d'aléa retrait-gonflement des sols argileux d'Altier.

Les mouvements de terrains susceptibles de se produire sur la commune sont des éboulements, chutes de pierres et de blocs et des glissements de terrain.
Le retrait-gonflement des sols argileux est susceptible d'engendrer des dommages importants aux bâtiments en cas d’alternance de périodes de sécheresse et de pluie. 0,4 % de la superficie communale est en aléa moyen ou fort (15,8 % au niveau départemental et 48,5 % au niveau national). Sur les 267 bâtiments dénombrés sur la commune en 2019,  aucun n'est en aléa moyen ou fort, à comparer aux 14 % au niveau départemental et 54 % au niveau national. Une cartographie de l'exposition du territoire national au retrait gonflement des sols argileux est disponible sur le site du BRGM,.
Par ailleurs, afin de mieux appréhender le risque d’affaissement de terrain, l'inventaire national des cavités souterraines permet de localiser celles situées sur la commune.

#### Risque particulier
Dans plusieurs parties du territoire national, le radon, accumulé dans certains logements ou autres locaux, peut constituer une source significative d’exposition de la population aux rayonnements ionisants. Certaines communes du département sont concernées par le risque radon à un niveau plus ou moins élevé. Selon la classification de 2018, la commune d'Altier est classée en zone 3, à savoir zone à potentiel radon significatif.

## Histoire
Au début du Bas Moyen Âge, la seigneurie d'Altier, selon le vicomte de Lescure dans son armorial du Gévaudan, relevait de la baronnie des Châteauneuf de Randon, dont la Maison d'Altier semble être une branche cadette. Les d'Altier étant connus pour être parmi les premiers seigneurs pariers de La Garde-Guérin, d'eux sortit Azalais d'Altier, ils fondèrent également le château du Champ.
En 1375 ils s'éteignirent dans la non moins ancienne famille de Borne issue du Vivarais où elle est connue depuis 1030, ainsi les Borne d'Altier conserve le fief devenue comté jusqu'à la Révolution des suites de laquelle elle s'éteignit en 1828 dans la famille de Chapelain de Gras.

## Politique et administration

### Découpage territorial
La commune d'Altier est membre de la communauté de communes Mont Lozère, un établissement public de coopération intercommunale (EPCI) à fiscalité propre créé le 30 novembre 2016 dont le siège est à Mont Lozère et Goulet. Ce dernier est par ailleurs membre d'autres groupements intercommunaux.
Sur le plan administratif, elle est rattachée à l'arrondissement de Mende, à la circonscription administrative de l'État de la Lozère et à la région Occitanie.
Sur le plan électoral, elle dépend du canton de Saint-Étienne-du-Valdonnez pour l'élection des conseillers départementaux, depuis le redécoupage cantonal de 2014 entré en vigueur en 2015, et de la circonscription de la Lozère  pour les élections législatives, depuis le dernier découpage électoral de 2010.

### Liste des maires
| Période                                  | Période  | Identité         | Étiquette | Qualité |
| ---------------------------------------- | -------- | ---------------- | --------- | ------- |
| 2014                                     | En cours | Jean Louis Balme | DVD       |         |
| 2008                                     | 2014     | Jean Paulet      |           |         |
| Les données manquantes sont à compléter. |          |                  |           |         |

## Population et société

### Démographie

#### Évolution démographique
L'évolution du nombre d'habitants est connue à travers les recensements de la population effectués dans la commune depuis 1793. Pour les communes de moins de 10 000 habitants, une enquête de recensement portant sur toute la population est réalisée tous les cinq ans, les populations de référence des années intermédiaires étant quant à elles estimées par interpolation ou extrapolation. Pour la commune, le premier recensement exhaustif entrant dans le cadre du nouveau dispositif a été réalisé en 2005.
En 2022, la commune comptait 216 habitants, en évolution de +5,88 % par rapport à 2016 (Lozère : +0,11 %, France hors Mayotte : +2,11 %).
| 1793  | 1800  | 1806  | 1821  | 1831  | 1836  | 1841  | 1846  | 1851  |
| ----- | ----- | ----- | ----- | ----- | ----- | ----- | ----- | ----- |
| 1 013 | 1 161 | 1 198 | 1 306 | 1 292 | 1 209 | 1 306 | 1 300 | 1 375 |

| 1856  | 1861  | 1866  | 1872  | 1876  | 1881  | 1886  | 1891  | 1896  |
| ----- | ----- | ----- | ----- | ----- | ----- | ----- | ----- | ----- |
| 1 336 | 1 289 | 1 290 | 1 249 | 1 239 | 1 490 | 1 159 | 1 133 | 1 077 |

| 1901  | 1906  | 1911 | 1921 | 1926 | 1931 | 1936 | 1946 | 1954 |
| ----- | ----- | ---- | ---- | ---- | ---- | ---- | ---- | ---- |
| 1 068 | 1 036 | 933  | 842  | 822  | 709  | 633  | 579  | 575  |

| 1962 | 1968 | 1975 | 1982 | 1990 | 1999 | 2005 | 2006 | 2010 |
| ---- | ---- | ---- | ---- | ---- | ---- | ---- | ---- | ---- |
| 461  | 360  | 276  | 246  | 243  | 207  | 208  | 212  | 207  |

| 2015 | 2020 | 2022 | - | - | - | - | - | - |
| ---- | ---- | ---- | - | - | - | - | - | - |
| 208  | 219  | 216  | - | - | - | - | - | - |

#### Pyramide des âges
La population de la commune est relativement âgée.
En 2018, le taux de personnes d'un âge inférieur à 30 ans s'élève à 18,7 %, soit en dessous de la moyenne départementale (29,7 %). À l'inverse, le taux de personnes d'âge supérieur à 60 ans est de 42,1 % la même année, alors qu'il est de 32,5 % au niveau départemental.
En 2018, la commune comptait 98 hommes pour 109 femmes, soit un taux de 52,66 % de femmes, largement supérieur au taux départemental (50,04 %).
Les pyramides des âges de la commune et du département s'établissent comme suit.
| Hommes | Classe d’âge | Femmes |
| ------ | ------------ | ------ |
| 1,9    | 90 ou +      | 2,6    |
| 8,7    | 75-89 ans    | 8,7    |
| 30,8   | 60-74 ans    | 31,3   |
| 24,0   | 45-59 ans    | 26,1   |
| 15,4   | 30-44 ans    | 13,0   |
| 9,6    | 15-29 ans    | 7,0    |
| 9,6    | 0-14 ans     | 11,3   |

| Hommes | Classe d’âge | Femmes |
| ------ | ------------ | ------ |
| 1      | 90 ou +      | 2,8    |
| 9,1    | 75-89 ans    | 11,8   |
| 21,6   | 60-74 ans    | 21,1   |
| 21,5   | 45-59 ans    | 20,2   |
| 16,3   | 30-44 ans    | 15,9   |
| 15,5   | 15-29 ans    | 13,6   |
| 15     | 0-14 ans     | 14,6   |

## Économie

### Revenus
En 2018, la commune compte 102 ménages fiscaux, regroupant 211 personnes. La médiane du revenu disponible par unité de consommation est de 16 490 € (20 420 € dans le département).

### Emploi
|                | 2008  | 2013  | 2018  |
| -------------- | ----- | ----- | ----- |
| Commune        | 4,2 % | 5,9 % | 5,9 % |
| Département    | 5 %   | 6,4 % | 7,1 % |
| France entière | 8,3 % | 10 %  | 10 %  |

En 2018, la population âgée de 15 à 64 ans s'élève à 112 personnes, parmi lesquelles on compte 79,7 % d'actifs (73,7 % ayant un emploi et 5,9 % de chômeurs) et 20,3 % d'inactifs,. Depuis 2008, le taux de chômage communal (au sens du recensement) des 15-64 ans est inférieur à celui de la France et du département.
La commune est hors attraction des villes,. Elle compte 46 emplois en 2018, contre 33 en 2013 et 28 en 2008. Le nombre d'actifs ayant un emploi résidant dans la commune est de 85, soit un indicateur de concentration d'emploi de 53,7 % et un taux d'activité parmi les 15 ans ou plus de 49,5 %.
Sur ces 85 actifs de 15 ans ou plus ayant un emploi, 41 travaillent dans la commune, soit 48 % des habitants. Pour se rendre au travail, 81,1 % des habitants utilisent un véhicule personnel ou de fonction à quatre roues, 1,1 % les transports en commun, 6,7 % s'y rendent en deux-roues, à vélo ou à pied et 11,1 % n'ont pas besoin de transport (travail au domicile).

## Culture locale et patrimoine

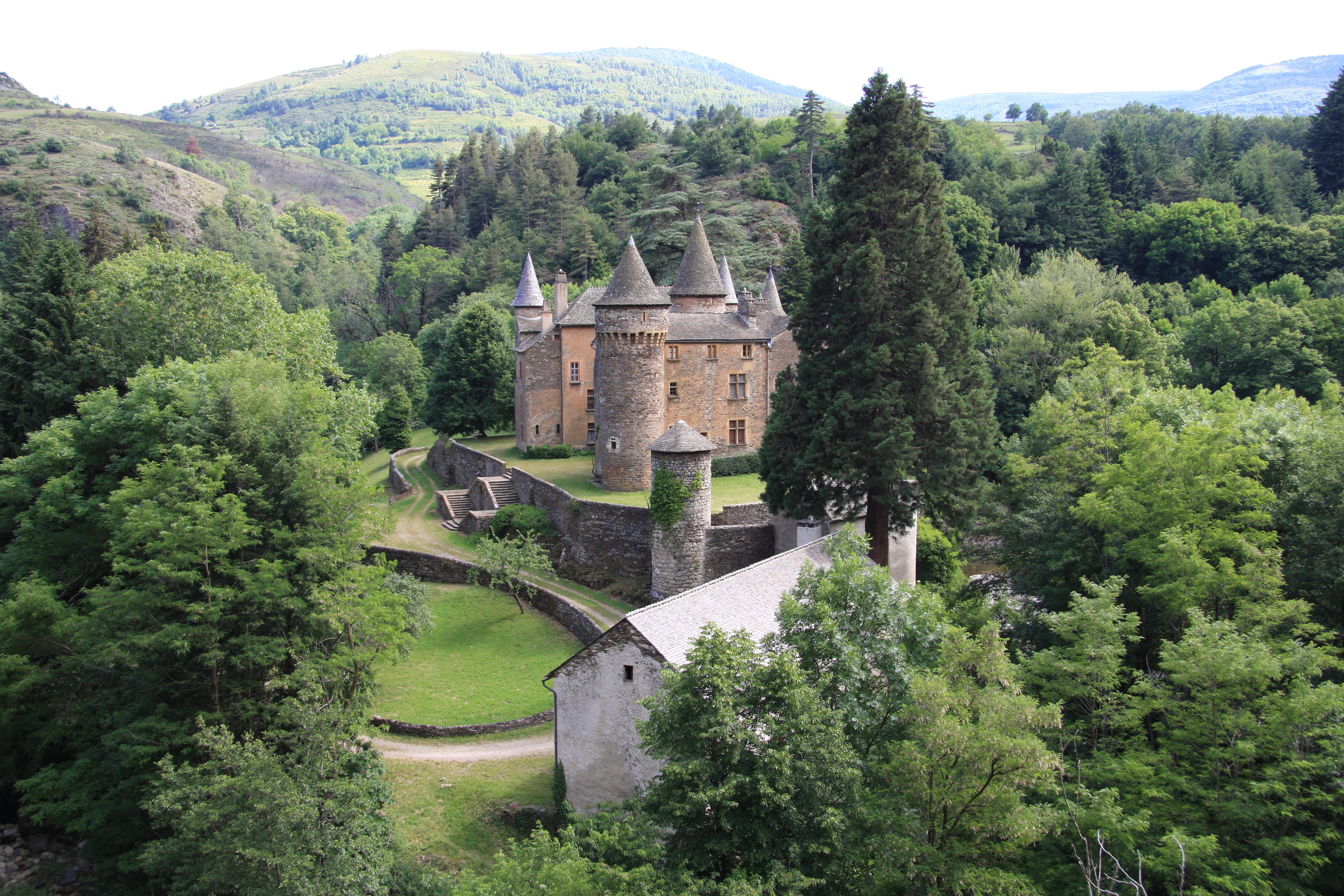
Le château du Champ.

### Lieux et monuments
- Château fort du Grand-Altier (ruines).
- Château du Champ (non visitable, hors exception).
- Église Saint-Privat d'Altier. Église de style roman du bourg d'Altier. L'édifice est référencé dans la base Mérimée et à l'Inventaire général Région Occitanie[41].
- Église Notre-Dame-de-l'Assomption de l'Habitarelle.

### Personnalités liées à la commune
- Azalaïs d'Altier, trobairitz du XIIIe siècle.

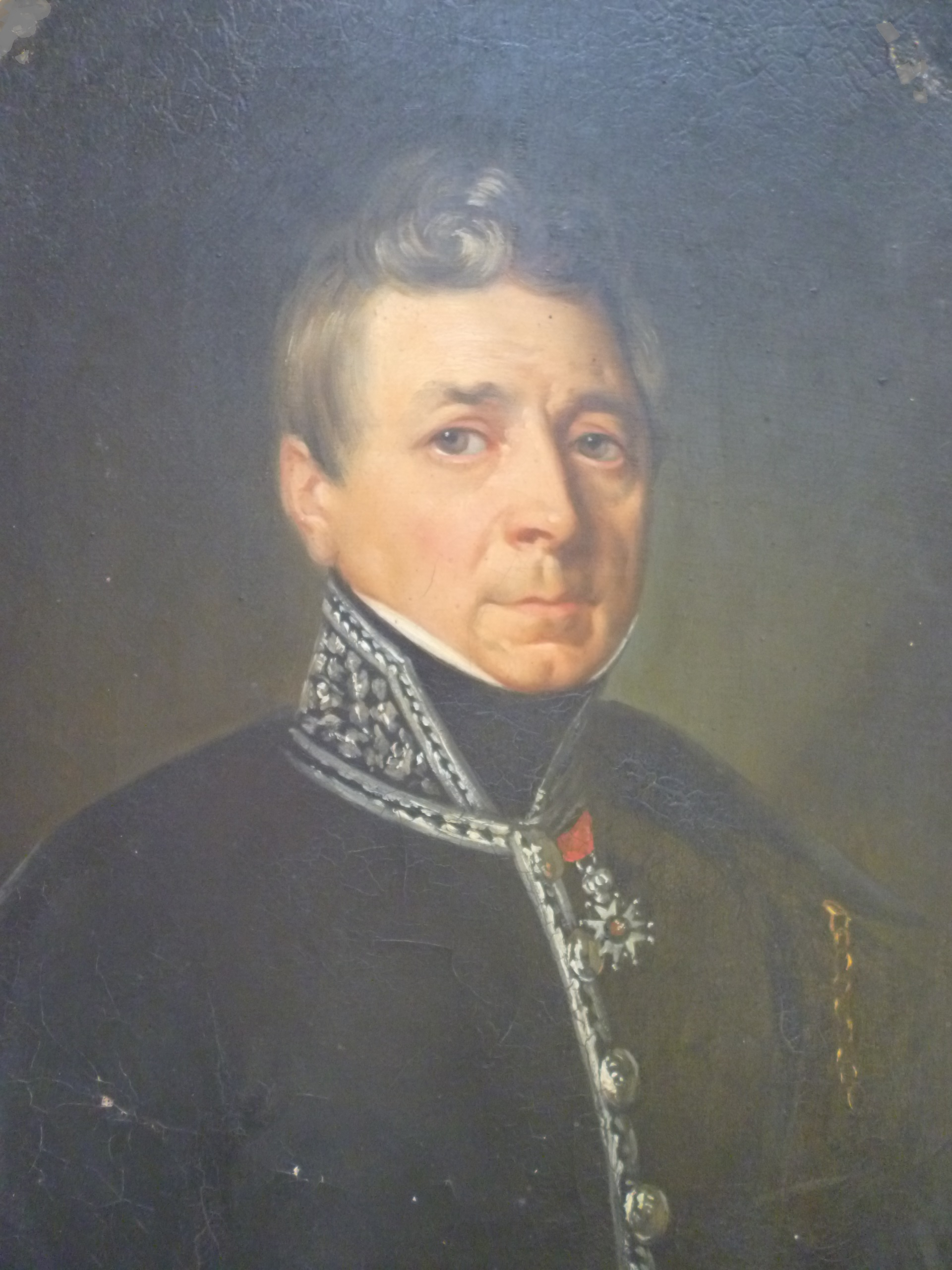
Jules Joseph de Chapelain, sous-préfet de Marvejols sous la Restauration.

- Charles de Borne d'Altier comte d'Altier, marquis du Champ, baron de Budos et marquis de Portes colonel propriétaire du régiment de Conty-Dragon chevalier de l'ordre royal et militaire de Saint-Louis mort guillotiné place de la Concorde, à Paris en 1794 avec son plus jeune fils, sur la dénonciation de leur cousin le prince de Conti.
- Jules Joseph Antoine de Chapelain sous-préfet de Marvejols, chevalier de la Légion d'honneur.
- Octave Scipion baron de Chapelain de Gras Saint-Sauveur, marquis du Champ préfet de Mende sous La Restauration.
- Joseph de Chapelain baron de Gras Saint-Sauveur (1829-1899), longtemps maire d'Altier, conseiller général de la Lozère, partisan du comte de Chambord.
- Le comte Gaspard de Gourcy Récicourt (1843-1924) officier des zouaves pontificaux, licencié en droit propriétaire du château du Champ enterré à Altier.
- Le comte Charles de Gourcy Récicourt de Chapelain.. (1883-1954) officier d'infanterie chevalier de la Légion d'honneur, Croix de guerre 1914-1918, docteur en Droit.

### Héraldique
| Altier | Le blasonnement d'Altier est : De gueules à la fasce losangée d'argent et d'azur. |